# Agrypon prismaticum
Agrypon prismaticum là một loài tò vò trong họ Ichneumonidae.